# Deep Silver
Deep Silver est une société autrichienne de distribution et un label d’édition de jeux vidéo créé en 2002 par Koch Media.

## Historique
Depuis ses débuts, Deep Silver a distribué plus d'une centaine de jeux.  Le jeu de rôle Online "Anarchy-Online – The Notum Wars" de l’éditeur norvégien Funcom est le premier jeu sorti sous le label Deep Silver.
En 2007, Koch Media fonde Deep Silver Vienna. Sous la direction d'une ancienne équipe de développement du groupe Rockstar Games, la société se consacre au développement de jeux vidéo, en particulier destinés aux supports consoles.
En 2014, Deep Silver rachète Crytek UK (ex Free Radical Design) à Crytek et le renomme Dambuster Studios.
En février 2018, Deep Silver et sa maison-mère, Plaion (anciennement Koch Media),  ont été rachetés par Embracer Group ainsi que la totalité des studios lui appartenant.

## Jeux distribués
| Titre                                                                     | Plateforme(s)        | Date de sortie     | Développeur(s)                                                    | Notes        |
| ------------------------------------------------------------------------- | -------------------- | ------------------ | ----------------------------------------------------------------- | ------------ |
| World War II: Frontline Command                                           | Microsoft Windows    | May 2, 2003        | The Bitmap Brothers                                               |              |
| Cold Zero: No Mercy                                                       | Microsoft Windows    | September 5, 2003  | Drago Entertainment                                               | Distributeur |
| Anarchy Online: Shadowlands                                               | Microsoft Windows    | September 17, 2003 | Funcom                                                            | Distributeur |
| Once Upon a Knight                                                        | Microsoft Windows    | September 25, 2003 | Reality Pump                                                      | Distributeur |
| Wildlife Park                                                             | Microsoft Windows    | September 26, 2003 | B-Alive                                                           | Distributeur |
| Chrome                                                                    | Microsoft Windows    | October 9, 2003    | Techland                                                          | Distributeur |
| Wildlife Park: Wild Creatures                                             | Microsoft Windows    | 2003               | B-Alive                                                           | Distributeur |
| X²: The Threat                                                            | Microsoft Windows    | February 4, 2004   | Egosoft                                                           |              |
| Singles: Flirt Up Your Life!                                              | Microsoft Windows    | February 11, 2004  | Rotobee Realtime 3D                                               |              |
| Etherlords II                                                             | Microsoft Windows    | March 5, 2004      | Nival                                                             | Distributeur |
| I of the Dragon                                                           | Microsoft Windows    | March 10, 2004     | Primal Software                                                   | Distributeur |
| TrackMania                                                                | Microsoft Windows    | May 21, 2004       | Nadeo                                                             | Distributeur |
| Two Thrones                                                               | Microsoft Windows    | May 21, 2004       | Paradox Entertainment                                             | Distributeur |
| Kicker Manager 2004                                                       | Microsoft Windows    | June 11, 2004      | Proline Software                                                  |              |
| Anarchy Online: Alien Invasion                                            | Microsoft Windows    | September 1, 2004  | Funcom                                                            | Distributeur |
| Advanced Battlegrounds: The Future of Combat                              | Microsoft Windows    | September 23, 2004 | Techland                                                          | Distributeur |
| Xpand Rally                                                               | Microsoft Windows    | October 1, 2004    | Techland                                                          | Distributeur |
| The Fall: Last Days of Gaia                                               | Microsoft Windows    | November 15, 2004  | Silver Style Entertainment                                        |              |
| Shade: Wrath of Angels                                                    | Microsoft Windows    | November 26, 2004  | Black Element Software                                            | Distributeur |
| Scrapland                                                                 | Microsoft Windows    | February 4, 2005   | Mercury Steam Entertainment/ The Mauretania Import Export Company |              |
| TrackMania Sunrise                                                        | Microsoft Windows    | April 26, 2005     | Nadeo                                                             | Distributeur |
| Singles 2: Triple Trouble                                                 | Microsoft Windows    | May 27, 2005       | Rotobee Realtime 3D                                               |              |
| Alexander: The Heroes Hour                                                | Microsoft Windows    | June 2, 2005       | Meridian'93                                                       |              |
| Chrome SpecForce                                                          | Microsoft Windows    | June 2, 2005       | Techland                                                          | Distributeur |
| Shopping Centre Tycoon                                                    | Microsoft Windows    | June 2, 2005       | Virtual Programming                                               | Distributeur |
| Earth 2160                                                                | Microsoft Windows    | September 2, 2005  | Reality Pump                                                      |              |
| Neuro Hunter                                                              | Microsoft Windows    | September 2, 2005  | Media Art                                                         |              |
| Kingdom Under Fire: Heroes                                                | Xbox                 | October 7, 2005    | Blueside                                                          |              |
| X³: Reunion                                                               | Microsoft Windows    | October 28, 2005   | Egosoft                                                           |              |
| Ski Racing 2006 featuring Hermann Maier                                   | Microsoft Windows    | November 25, 2005  | Coldwood Interactive                                              | Distributeur |
| Kicker Manager                                                            | Microsoft Windows    | March 3, 2006      | Proline Software                                                  |              |
| SpellForce 2: Shadow Wars                                                 | Microsoft Windows    | April 7, 2006      | Phenomic Game Development                                         |              |
| War on Terror                                                             | Microsoft Windows    | April 7, 2006      | Digital Reality Software                                          |              |
| City Life                                                                 | Microsoft Windows    | April 28, 2006     | Monte Cristo                                                      |              |
| GTI Racing                                                                | Microsoft Windows    | May 5, 2006        | Prominence / Techland                                             | Distributeur |
| Wildlife Zoo                                                              | Microsoft Windows    | May 12, 2006       | B-Alive                                                           |              |
| First Battalion                                                           | Xbox                 | May 12, 2006       | ZootFly                                                           | Distributeur |
| Rush for Berlin                                                           | Microsoft Windows    | May 26, 2006       | StormRegion                                                       |              |
| Birth of America                                                          | Microsoft Windows    | September 1, 2006  | Societe En Participation                                          | Distributeur |
| Secret Files: Tunguska                                                    | Microsoft Windows    | September 4, 2006  | Fusionsphere Systems / Animation Arts                             |              |
| ParaWorld                                                                 | Microsoft Windows    | September 15, 2006 | SEK                                                               |              |
| The Guild 2                                                               | Microsoft Windows    | September 15, 2006 | 4HEAD Studios                                                     |              |
| Heroes of Annihilated Empires                                             | Microsoft Windows    | October 6, 2006    | GSC Game World                                                    | Distributeur |
| Mage Knight: Apocalypse                                                   | Microsoft Windows    | October 12, 2006   | InterServ International                                           | Distributeur |
| Gothic 3                                                                  | Microsoft Windows    | October 13, 2006   | Piranha Bytes                                                     |              |
| 1701 A.D.                                                                 | Microsoft Windows    | October 26, 2006   | Related Designs                                                   |              |
| Warhammer: Mark of Chaos                                                  | Microsoft Windows    | November 14, 2006  | Black Hole Entertainment                                          |              |
| Crusty Demons                                                             | PlayStation 2        | November 24, 2006  | The Climax Group                                                  | Distributeur |
| Xpand Rally Xtreme                                                        | Microsoft Windows    | December 1, 2006   | Prominence                                                        |              |
| Dunes of War                                                              | Microsoft Windows    | January 26, 2007   | ZootFly                                                           | Distributeur |
| The Hustle: Detroit Streets                                               | PlayStation Portable | March 2, 2007      | Blade Interactive                                                 | Distributeur |
| SpellForce 2: Dragon Storm                                                | Microsoft Windows    | March 23, 2007     | Phenomic Game Development                                         |              |
| Wildlife Park 2: Crazy Zoo                                                | Microsoft Windows    | March 30, 2007     | B-Alive                                                           |              |
| City Life: World Edition                                                  | Microsoft Windows    | April 13, 2007     | Monte Cristo                                                      |              |
| Dawn of Magic                                                             | Microsoft Windows    | April 27, 2007     | SkyFallen Entertainment                                           |              |
| Rush for Berlin: Rush for the Bomb                                        | Microsoft Windows    | April 27, 2007     | StormRegion                                                       |              |
| The Guild 2: Pirates of the European Seas                                 | Microsoft Windows    | May 18, 2007       | 4HEAD Studios                                                     |              |
| Wildlife Park 2: Marine World                                             | Microsoft Windows    | August 31, 2007    | B-Alive                                                           |              |
| World Snooker Championship: Season 2007-08                                | Nintendo DS          | October 26, 2007   | Blade Interactive                                                 |              |
| Stranger                                                                  | Microsoft Windows    | November 23, 2007  | Fireglow Games                                                    | Distributeur |
| City Life: 2008 Edition                                                   | Microsoft Windows    | November 26, 2007  | Monte Cristo                                                      |              |
| CrossworDS                                                                | Nintendo DS          | November 27, 2007  | Independent Arts                                                  |              |
| Anno 1701: The Sunken Dragon                                              | Microsoft Windows    | December 1, 2007   | Related Designs                                                   |              |
| TrackMania United                                                         | Microsoft Windows    | 2007               | Nadeo                                                             | Distributeur |
| Wildlife Park 2: Horses                                                   | Microsoft Windows    | 2007               | B-Alive                                                           |              |
| The Immortals of Terra: A Perry Rhodan Adventure                          | Microsoft Windows    | February 29, 2008  | 3D-IO Games                                                       |              |
| Secret Files: Tunguska                                                    | Nintendo DS          | April 25, 2008     | 10tacle Studios Mobile                                            |              |
| Secret Files: Tunguska                                                    | Wii                  | April 25, 2008     | Keen Games                                                        |              |
| Warhammer: Mark of Chaos - Battle March                                   | Microsoft Windows    | May 16, 2008       | Black Hole Entertainment                                          | Distributeur |
| Enemy Engaged 2: Desert Operations                                        | Microsoft Windows    | August 22, 2008    | Gameyus Interactive                                               |              |
| Secret Files 2: Puritas Cordis                                            | Microsoft Windows    | August 29, 2008    | Animation Arts / Fusionsphere Systems / Creatown                  |              |
| S.T.A.L.K.E.R.: Clear Sky                                                 | Microsoft Windows    | August 29, 2008    | GSC Game World                                                    |              |
| Warhammer: Mark of Chaos - Battle March                                   | Xbox 360             | September 3, 2008  | Black Hole Entertainment                                          |              |
| Sacred 2: Fallen Angel                                                    | Microsoft Windows    | October 2, 2008    | Studio II Software                                                |              |
| X³: Terran Conflict                                                       | Microsoft Windows    | October 16, 2008   | Egosoft                                                           |              |
| Professor Heinz Wolff's Gravity                                           | Microsoft Windows    | November 14, 2008  | Extra Mile Studios                                                |              |
| Professor Heinz Wolff's Gravity                                           | Nintendo DS          | November 14, 2008  | Extra Mile Studios                                                |              |
| Ellen Whitaker's Horse Life                                               | Nintendo DS          | November 18, 2008  | Neko Entertainment                                                |              |
| Tecktonik: World Tour                                                     | Nintendo DS          | November 21, 2008  | Dancing Dots / Neko Entertainment                                 |              |
| Dreamer Series: Babysitter                                                | Nintendo DS          | December 5, 2008   | ZigZag Island                                                     | Distributeur |
| Dreamer Series: Shop Owner                                                | Nintendo DS          | December 5, 2008   | ZigZag Island                                                     | Distributeur |
| Let's Play: Schools                                                       | Nintendo DS          | December 5, 2008   | ZigZag Island                                                     |              |
| The Magic Roundabout                                                      | Microsoft Windows    | December 19, 2008  | Black Sheep Studio                                                |              |
| The Magic Roundabout                                                      | Wii                  | December 19, 2008  | Black Sheep Studio                                                |              |
| Professor Heinz Wolff's Gravity                                           | Wii                  | January 16, 2009   | Extra Mile Studios                                                |              |
| Pet Vet: Down Under                                                       | Nintendo DS          | March 17, 2009     | BrainGame                                                         |              |
| Mytran Wars                                                               | PlayStation Portable | April 17, 2009     | StormRegion                                                       |              |
| Elite Forces: Unit 77                                                     | Nintendo DS          | April 28, 2009     | Abylight                                                          |              |
| Secret Files 2: Puritas Cordis                                            | Nintendo DS          | May 7, 2009        | Keen Games                                                        |              |
| Secret Files 2: Puritas Cordis                                            | Wii                  | May 7, 2009        | Keen Games                                                        |              |
| Sacred 2: Fallen Angel                                                    | PlayStation 3        | May 27, 2009       | Ascaron Entertainment                                             |              |
| Sacred 2: Fallen Angel                                                    | Xbox 360             | May 27, 2009       | Ascaron Entertainment                                             |              |
| Train Your Brain with Dr. Kawashima                                       | Microsoft Windows    | June 12, 2009      | Chimera Entertainment/ Nikoli                                     |              |
| Fritz Chess                                                               | Nintendo DS          | June 30, 2009      | Freedom Factory Studios                                           |              |
| Fritz Chess                                                               | Wii                  | June 30, 2009      | Freedom Factory Studios                                           |              |
| Train Your Brain with Dr. Kawashima                                       | Macintosh            | July 10, 2009      | Chimera Entertainment/ Nikoli                                     |              |
| Line Rider 2: Unbound                                                     | Wii                  | July 31, 2009      | InXile Entertainment                                              | Distributeur |
| The Whispered World                                                       | Microsoft Windows    | August 28, 2009    | Daedalic Entertainment                                            |              |
| Cursed Mountain                                                           | Wii                  | September 4, 2009  | Sproing Interactive / Deep Silver Vienna                          |              |
| Handball Manager 2010                                                     | Microsoft Windows    | September 18, 2009 | Netmin                                                            |              |
| The Humans: Meet the Ancestors!                                           | Microsoft Windows    | September 18, 2009 | Blue Monkey Studios                                               |              |
| The Humans: Meet the Ancestors!                                           | Nintendo DS          | September 18, 2009 | Blue Monkey Studios                                               |              |
| Astrology DS: The Stars in your Hands                                     | Nintendo DS          | September 22, 2009 | Sproing Interactive                                               |              |
| Risen                                                                     | Microsoft Windows    | October 2, 2009    | Piranha Bytes                                                     |              |
| Risen                                                                     | Xbox 360             | October 2, 2009    | Wizarbox                                                          |              |
| Carcassonne                                                               | Nintendo DS          | October 23, 2009   | Independent Arts Software                                         |              |
| Inferno Pool                                                              | Xbox 360             | October 29, 2009   | Dark Energy Digital                                               |              |
| DJ Star                                                                   | Nintendo DS          | November 10, 2009  | Gamelife                                                          |              |
| Dead Mountaineer's Hotel                                                  | Microsoft Windows    | November 27, 2009  | Electronic Paradise                                               |              |
| S.T.A.L.K.E.R.: Call of Pripyat                                           | Microsoft Windows    | February 2, 2010   | GSC Game World                                                    |              |
| Cursed Mountain                                                           | Microsoft Windows    | February 5, 2010   | Sproing Interactive / Deep Silver Vienna                          |              |
| Prison Break: The Conspiracy                                              | Microsoft Windows    | March 30, 2010     | ZootFly                                                           |              |
| Prison Break: The Conspiracy                                              | PlayStation 3        | March 30, 2010     | ZootFly                                                           |              |
| Prison Break: The Conspiracy                                              | Xbox 360             | March 30, 2010     | ZootFly                                                           |              |
| Lead and Gold: Gangs of the Wild West                                     | Microsoft Windows    | April 30, 2010     | Fatshark                                                          | Distributeur |
| Arsenal of Democracy                                                      | Microsoft Windows    | May 21, 2010       | BL-Logic                                                          | Distributeur |
| Rise of Prussia                                                           | Microsoft Windows    | May 21, 2010       | AGEOD Sarl                                                        | Distributeur |
| Let's Play Garden                                                         | Microsoft Windows    | June 8, 2010       | ZigZag Island                                                     |              |
| Let's Play Garden                                                         | Wii                  | June 8, 2010       | ZigZag Island                                                     |              |
| Lost Horizon                                                              | Microsoft Windows    | August 20, 2010    | Animation Arts                                                    |              |
| A New Beginning                                                           | Microsoft Windows    | October 8, 2010    | Daedalic Entertainment                                            | Distributeur |
| Emergency 2012                                                            | Microsoft Windows    | November 5, 2010   | Quadriga Games                                                    |              |
| Wildlife Park 2: Farm World                                               | Microsoft Windows    | November 19, 2010  | B-Alive                                                           |              |
| Nail'd                                                                    | Microsoft Windows    | November 30, 2010  | Techland / Artifex Mundi                                          |              |
| Nail'd                                                                    | PlayStation 3        | November 30, 2010  | Techland / Artifex Mundi                                          |              |
| Nail'd                                                                    | Xbox 360             | November 30, 2010  | Techland / Artifex Mundi                                          |              |
| Wildlife Park 3                                                           | Microsoft Windows    | March 25, 2011     | B-Alive                                                           | Distributeur |
| Duke Nukem: Critical Mass                                                 | Nintendo DS          | April 8, 2011      | Frontline Studios                                                 |              |
| Dead Island                                                               | Microsoft Windows    | September 6, 2011  | Techland                                                          |              |
| Dead Island                                                               | PlayStation 3        | September 6, 2011  | Techland                                                          |              |
| Dead Island                                                               | Xbox 360             | September 6, 2011  | Techland                                                          |              |
| Military Life: Tank Simulator                                             | Microsoft Windows    | 2011               | ActaLogic                                                         | Distributeur |
| Defenders of Ardania                                                      | Xbox Live Arcade     | March 14, 2012     | Most Wanted Entertainment                                         | Distributeur |
| Risen 2: Dark Waters                                                      | Microsoft Windows    | April 24, 2012     | Piranha Bytes                                                     |              |
| Risen 2: Dark Waters - Treasure Isle                                      | Microsoft Windows    | April 27, 2012     | Piranha Bytes                                                     |              |
| Iron Front: Liberation 1944                                               | Microsoft Windows    | May 25, 2012       | X1 Software                                                       |              |
| Risen 2: Dark Waters - Air Temple                                         | Microsoft Windows    | May 25, 2012       | Piranha Bytes                                                     |              |
| Game of Thrones                                                           | Microsoft Windows    | June 8, 2012       | Cyanide                                                           | Distributeur |
| Game of Thrones                                                           | PlayStation 3        | June 8, 2012       | Cyanide                                                           | Distributeur |
| Game of Thrones                                                           | Xbox 360             | June 8, 2012       | Cyanide                                                           | Distributeur |
| Summer Stars 2012                                                         | PlayStation 3        | July 10, 2012      | 49Games                                                           |              |
| Summer Stars 2012                                                         | Wii                  | July 10, 2012      | 49Games                                                           |              |
| Summer Stars 2012                                                         | Xbox 360             | July 10, 2012      | 49Games                                                           |              |
| Risen 2: Dark Waters                                                      | PlayStation 3        | July 31, 2012      | Wizarbox                                                          |              |
| Risen 2: Dark Waters                                                      | Xbox 360             | July 31, 2012      | Wizarbox                                                          |              |
| Secret Files 3                                                            | Microsoft Windows    | September 14, 2012 | Animation Arts / Creatown / Fusionsphere Systems                  |              |
| Emergency 2013                                                            | Microsoft Windows    | November 9, 2012   | Quadriga Games                                                    |              |
| Louisiana Adventure                                                       | Microsoft Windows    | November 16, 2012  | SilverPlay Entertainment                                          | Distributeur |
| Sacred Citadel                                                            | Microsoft Windows    | April 17, 2013     | SouthEnd Interactive                                              |              |
| Sacred Citadel                                                            | PlayStation 3        | April 17, 2013     | SouthEnd Interactive                                              |              |
| Sacred Citadel                                                            | Xbox 360             | April 17, 2013     | SouthEnd Interactive                                              |              |
| Dead Island: Riptide                                                      | Microsoft Windows    | April 23, 2013     | Techland                                                          |              |
| Dead Island: Riptide                                                      | PlayStation 3        | April 23, 2013     | Techland                                                          |              |
| Dead Island: Riptide                                                      | Xbox 360             | April 23, 2013     | Techland                                                          |              |
| Metro: Last Light                                                         | Microsoft Windows    | May 14, 2013       | 4A Games                                                          |              |
| Metro: Last Light                                                         | PlayStation 3        | May 14, 2013       | 4A Games                                                          |              |
| Metro: Last Light                                                         | Xbox 360             | May 14, 2013       | 4A Games                                                          |              |
| Ride to Hell: Retribution                                                 | Microsoft Windows    | June 25, 2013      | Eutechnyx                                                         |              |
| Ride to Hell: Retribution                                                 | PlayStation 3        | June 25, 2013      | Eutechnyx                                                         |              |
| Ride to Hell: Retribution                                                 | Xbox 360             | June 25, 2013      | Eutechnyx                                                         |              |
| Narco Terror                                                              | Microsoft Windows    | July 31, 2013      | ZootFly                                                           |              |
| Narco Terror                                                              | PlayStation 3        | July 31, 2013      | ZootFly                                                           |              |
| Narco Terror                                                              | Xbox 360             | July 31, 2013      | ZootFly                                                           |              |
| Saints Row IV                                                             | Microsoft Windows    | August 20, 2013    | Volition / Agora Games                                            |              |
| Saints Row IV                                                             | PlayStation 3        | August 20, 2013    | Volition / Agora Games                                            |              |
| Saints Row IV                                                             | Xbox 360             | August 20, 2013    | Volition / Agora Games                                            |              |
| The Dark Eye: Memoria                                                     | Macintosh            | August 30, 2013    | Daedalic Entertainment                                            |              |
| The Dark Eye: Memoria                                                     | Microsoft Windows    | August 30, 2013    | Daedalic Entertainment                                            |              |
| Metro: Last Light                                                         | Macintosh            | September 10, 2013 | 4A Games                                                          |              |
| Let's Sing and Dance                                                      | Xbox 360             | October 10, 2013   | Voxler                                                            |              |
| Secret Files: Sam Peters                                                  | Microsoft Windows    | October 18, 2013   | Animation Arts / Fusionsphere Systems                             |              |
| Saints Row IV: Enter the Dominatrix                                       | Microsoft Windows    | October 22, 2013   | Deep Silver Volition                                              |              |
| Saints Row IV: Enter the Dominatrix                                       | PlayStation 3        | October 22, 2013   | Deep Silver Volition                                              |              |
| Saints Row IV: Enter the Dominatrix                                       | Xbox 360             | October 22, 2013   | Deep Silver Volition                                              |              |
| Galaxy on Fire: Alliances                                                 | iOS                  | November 21, 2013  | DS Fishlabs                                                       |              |
| Saints Row IV: How the Saints Save Christmas                              | Microsoft Windows    | December 10, 2013  | Deep Silver Volition                                              |              |
| Saints Row IV: How the Saints Save Christmas                              | PlayStation 3        | December 10, 2013  | Deep Silver Volition                                              |              |
| Saints Row IV: How the Saints Save Christmas                              | Xbox 360             | December 10, 2013  | Deep Silver Volition                                              |              |
| NASCAR '14                                                                | Microsoft Windows    | February 18, 2014  | Eutechnyx                                                         |              |
| NASCAR '14                                                                | PlayStation 3        | February 18, 2014  | Eutechnyx                                                         |              |
| NASCAR '14                                                                | Xbox 360             | February 18, 2014  | Eutechnyx                                                         |              |
| Killer Is Dead: Nightmare Edition                                         | Microsoft Windows    | May 23, 2014       | Grasshopper Manufacture                                           |              |
| Secret Files: Tunguska                                                    | iOS                  | July 15, 2014      | DS Fishlabs                                                       |              |
| Sacred 3                                                                  | Microsoft Windows    | July 31, 2014      | Keen Games                                                        |              |
| Sacred 3                                                                  | PlayStation 3        | July 31, 2014      | Keen Games                                                        |              |
| Sacred 3                                                                  | Xbox 360             | July 31, 2014      | Keen Games                                                        |              |
| Sacred 3: Underworld                                                      | Microsoft Windows    | July 31, 2014      | Keen Games                                                        |              |
| Risen 3: Titan Lords                                                      | Microsoft Windows    | August 15, 2014    | Piranha Bytes                                                     |              |
| Risen 3: Titan Lords                                                      | PlayStation 3        | August 15, 2014    | Piranha Bytes                                                     |              |
| Risen 3: Titan Lords                                                      | Xbox 360             | August 15, 2014    | Piranha Bytes                                                     |              |
| Metro Redux                                                               | Microsoft Windows    | August 26, 2014    | 4A Games                                                          |              |
| Metro Redux                                                               | PlayStation 4        | August 26, 2014    | 4A Games                                                          |              |
| Metro Redux                                                               | Xbox One             | August 26, 2014    | 4A Games                                                          |              |
| Wasteland 2                                                               | Linux                | September 30, 2014 | InXile Entertainment                                              |              |
| Wasteland 2                                                               | Macintosh            | September 30, 2014 | InXile Entertainment                                              |              |
| Wasteland 2                                                               | Microsoft Windows    | September 30, 2014 | InXile Entertainment                                              |              |
| Sacred 3: Orcland                                                         | Microsoft Windows    | October 22, 2014   | Keen Games                                                        |              |
| Secret Files: Sam Peters                                                  | iOS                  | October 29, 2014   | DS Fishlabs                                                       |              |
| Escape Dead Island                                                        | Microsoft Windows    | November 20, 2014  | Fatshark                                                          |              |
| Escape Dead Island                                                        | PlayStation 3        | November 20, 2014  | Fatshark                                                          |              |
| Escape Dead Island                                                        | Xbox 360             | November 20, 2014  | Fatshark                                                          |              |
| Emergency 5                                                               | Microsoft Windows    | November 28, 2014  | Sixteen Tons Entertainment                                        |              |
| Secret Files: Tunguska                                                    | Android              | December 19, 2014  | DS Fishlabs                                                       |              |
| Secret Files: Sam Peters                                                  | Android              | January 13, 2015   | DS Fishlabs                                                       |              |
| Saints Row: Gat out of Hell                                               | Microsoft Windows    | January 23, 2015   | High Voltage Software / Deep Silver Volition                      |              |
| Saints Row: Gat out of Hell                                               | PlayStation 3        | January 23, 2015   | High Voltage Software / Deep Silver Volition                      |              |
| Saints Row: Gat out of Hell                                               | PlayStation 4        | January 23, 2015   | High Voltage Software / Deep Silver Volition                      |              |
| Saints Row: Gat out of Hell                                               | Xbox 360             | January 23, 2015   | High Voltage Software / Deep Silver Volition                      |              |
| Saints Row: Gat out of Hell                                               | Xbox One             | January 23, 2015   | High Voltage Software / Deep Silver Volition                      |              |
| Saints Row IV: Re-Elected                                                 | PlayStation 4        | January 27, 2015   | High Voltage Software                                             |              |
| Saints Row IV: Re-Elected                                                 | Xbox One             | January 27, 2015   | High Voltage Software                                             |              |
| Trainz: A New Era                                                         | Macintosh            | May 14, 2015       | N3V Games                                                         |              |
| Trainz: A New Era                                                         | Microsoft Windows    | May 14, 2015       | N3V Games                                                         |              |
| Risen 3: Titan Lords - Enhanced Edition                                   | PlayStation 4        | August 21, 2015    | Piranha Bytes                                                     |              |
| Broken Sword 5: The Serpent's Curse                                       | PlayStation 4        | September 4, 2015  | Revolution Software                                               | Distributeur |
| Lost Horizon 2                                                            | Microsoft Windows    | October 1, 2015    | Animation Arts                                                    |              |
| Wasteland 2: Director's Cut                                               | Microsoft Windows    | October 13, 2015   | InXile Entertainment                                              |              |
| Wasteland 2: Director's Cut                                               | Macintosh            | October 13, 2015   | InXile Entertainment                                              |              |
| Wasteland 2: Director's Cut                                               | Linux                | October 13, 2015   | InXile Entertainment                                              |              |
| Wasteland 2: Director's Cut                                               | PlayStation 4        | October 13, 2015   | InXile Entertainment                                              |              |
| Wasteland 2: Director's Cut                                               | Xbox One             | October 13, 2015   | InXile Entertainment                                              |              |
| Emergency 2016                                                            | Microsoft Windows    | October 16, 2015   | Sixteen Tons Entertainment                                        |              |
| Lost Horizon                                                              | iOS                  | November 11, 2015  | DS Fishlabs                                                       |              |
| Lost Horizon                                                              | Android              | December 10, 2015  | DS Fishlabs                                                       |              |
| Galaxy on Fire: Manticore Rising                                          | TvOS                 | December 16, 2015  | DS Fishlabs                                                       |              |
| Saints Row IV                                                             | Linux                | December 21, 2015  | Deep Silver Volition / Agora Games                                |              |
| Saints Row IV: Enter the Dominatrix                                       | Linux                | December 21, 2015  | Deep Silver Volition                                              |              |
| Saints Row: Gat out of Hell                                               | Linux                | December 21, 2015  | High Voltage Software / Volition                                  |              |
| This War of Mine: The Little Ones                                         | PlayStation 4        | January 29, 2016   | 11 bit studios                                                    |              |
| This War of Mine: The Little Ones                                         | Xbox One             | January 29, 2016   | 11 bit studios                                                    |              |
| Homefront: The Revolution                                                 | Microsoft Windows    | May 17, 2016       | Dambuster Studios                                                 |              |
| Homefront: The Revolution                                                 | PlayStation 4        | May 17, 2016       | Dambuster Studios                                                 |              |
| Homefront: The Revolution                                                 | Xbox One             | May 17, 2016       | Dambuster Studios                                                 |              |
| Warp Shift                                                                | iOS                  | May 25, 2016       | Isbit Games                                                       |              |
| Dead Island: Definitive Edition                                           | Microsoft Windows    | May 31, 2016       | Techland                                                          |              |
| Dead Island: Definitive Edition                                           | PlayStation 4        | May 31, 2016       | Techland                                                          |              |
| Dead Island: Definitive Edition                                           | Xbox One             | May 31, 2016       | Techland                                                          |              |
| Dead Island: Retro Revenge                                                | Microsoft Windows    | June 1, 2016       | Empty Clip Studios                                                |              |
| Deadlight: Director's Cut                                                 | Microsoft Windows    | June 21, 2016      | Tequila Works / Abstraction Games                                 |              |
| Deadlight: Director's Cut                                                 | PlayStation 4        | June 21, 2016      | Tequila Works / Abstraction Games                                 |              |
| Deadlight: Director's Cut                                                 | Xbox One             | June 21, 2016      | Tequila Works / Abstraction Games                                 |              |
| Mighty No. 9                                                              | Microsoft Windows    | June 21, 2016      | Inti Creates / Comcept                                            |              |
| Mighty No. 9                                                              | PlayStation 3        | June 21, 2016      | Inti Creates / Comcept                                            |              |
| Mighty No. 9                                                              | PlayStation 4        | June 21, 2016      | Inti Creates / Comcept                                            |              |
| Mighty No. 9                                                              | Wii U                | June 21, 2016      | Inti Creates / Comcept                                            |              |
| Mighty No. 9                                                              | Xbox One             | June 21, 2016      | Inti Creates / Comcept                                            |              |
| Warp Shift                                                                | Android              | July 18, 2016      | Isbit Games                                                       |              |
| Secret Files: Tunguska                                                    | Wii U                | July 28, 2016      | Fusionsphere Systems                                              |              |
| Dead Island: Retro Revenge                                                | PlayStation 4        | August 1, 2016     | Empty Clip Studios                                                |              |
| Dead Island: Retro Revenge                                                | Xbox One             | August 1, 2016     | Empty Clip Studios                                                |              |
| Sacred Legends                                                            | Android              | August 24, 2016    | Chimera Entertainment                                             |              |
| Sacred Legends                                                            | iOS                  | August 24, 2016    | Chimera Entertainment                                             |              |
| The King of Fighters XIV                                                  | PlayStation 4        | August 26, 2016    | SNK Playmore                                                      | Distributeur |
| Homefront: The Revolution - The Voice of Freedom                          | Microsoft Windows    | September 28, 2016 | Dambuster Studios                                                 |              |
| Homefront: The Revolution - The Voice of Freedom                          | PlayStation 4        | September 28, 2016 | Dambuster Studios                                                 |              |
| Homefront: The Revolution - The Voice of Freedom                          | Xbox One             | September 28, 2016 | Dambuster Studios                                                 |              |
| Homefront: The Revolution - Aftermath                                     | Microsoft Windows    | November 9, 2016   | Dambuster Studios                                                 |              |
| Homefront: The Revolution - Aftermath                                     | PlayStation 4        | November 9, 2016   | Dambuster Studios                                                 |              |
| Homefront: The Revolution - Aftermath                                     | Xbox One             | November 9, 2016   | Dambuster Studios                                                 |              |
| 7th Dragon III: Code:VFD                                                  | Nintendo 3DS         | December 2, 2016   | Sega CS3                                                          | Distributeur |
| Shin Megami Tensei IV: Apocalypse                                         | Nintendo 3DS         | December 2, 2016   | Atlus                                                             | Distributeur |
| Galaxy on Fire 3: Manticore                                               | iOS                  | December 7, 2016   | DS Fishlabs                                                       |              |
| The Book of Unwritten Tales 2                                             | Android              | February 7, 2017   | DS Fishlabs                                                       |              |
| The Book of Unwritten Tales 2                                             | iOS                  | February 7, 2017   | DS Fishlabs                                                       |              |
| Galaxy on Fire: Alliances                                                 | Android              | February 23, 2017  | DS Fishlabs                                                       |              |
| Homefront: The Revolution - Beyond the Walls                              | Microsoft Windows    | March 8, 2017      | Dambuster Studios                                                 |              |
| Homefront: The Revolution - Beyond the Walls                              | PlayStation 4        | March 8, 2017      | Dambuster Studios                                                 |              |
| Homefront: The Revolution - Beyond the Walls                              | Xbox One             | March 8, 2017      | Dambuster Studios                                                 |              |
| APB: Reloaded                                                             | PlayStation 4        | March 31, 2017     | Reloaded Productions                                              |              |
| Persona 5                                                                 | PlayStation 4        | April 14, 2017     | Atlus                                                             | Distributeur |
| Puyo Puyo Tetris                                                          | Nintendo Switch      | April 27, 2017     | Sonic Team                                                        | Distributeur |
| Dreamfall Chapters                                                        | PlayStation 4        | May 5, 2017        | Red Thread Games                                                  |              |
| Dreamfall Chapters                                                        | Xbox One             | May 5, 2017        | Red Thread Games                                                  |              |
| Jumping Joe!                                                              | iOS                  | May 8, 2017        | Power Up Game Studio                                              |              |
| Jumping Joe!                                                              | Android              | May 10, 2017       | Power Up Game Studio                                              |              |
| Galaxy on Fire 3: Manticore                                               | Android              | May 17, 2017       | Fishlabs                                                          |              |
| Valkyria Revolution                                                       | PlayStation 4        | June 30, 2017      | Media.Vision                                                      | Distributeur |
| Valkyria Revolution                                                       | Xbox One             | June 30, 2017      | Media.Vision                                                      | Distributeur |
| Secret Files 2: Puritas Cordis                                            | iOS                  | August 2, 2017     | Animation Arts / Fusionsphere Systems                             |              |
| Agents of Mayhem                                                          | Microsoft Windows    | August 15, 2017    | Deep Silver Volition                                              |              |
| Agents of Mayhem                                                          | PlayStation 4        | August 15, 2017    | Deep Silver Volition                                              |              |
| Agents of Mayhem                                                          | Xbox One             | August 15, 2017    | Deep Silver Volition                                              |              |
| Yakuza: Kiwami                                                            | PlayStation 4        | August 29, 2017    | Ryu Ga Gotoku Studio                                              | Distributeur |
| Utawarerumono: Mask of Truth                                              | PlayStation Vita     | September 5, 2017  | Aquaplus                                                          | Distributeur |
| F1 2017                                                                   | PlayStation 4        | October 17, 2017   | Codemasters Birmingham                                            | Distributeur |
| F1 2017                                                                   | Xbox One             | October 17, 2017   | Codemasters Birmingham                                            | Distributeur |
| Etrian Odyssey V: Beyond the Myth                                         | Nintendo 3DS         | November 3, 2017   | Atlus                                                             | Distributeur |
| Lost Horizon 2                                                            | iOS                  | February 8, 2018   | Animation Arts                                                    |              |
| Kingdom Come: Deliverance                                                 | Microsoft Windows    | February 13, 2018  | Warhorse Studios                                                  |              |
| Kingdom Come: Deliverance                                                 | PlayStation 4        | February 13, 2018  | Warhorse Studios                                                  |              |
| Kingdom Come: Deliverance                                                 | Xbox One             | February 13, 2018  | Warhorse Studios                                                  |              |
| Radiant Historia: Perfect Chronology                                      | Nintendo 3DS         | February 16, 2018  | Atlus                                                             | Distributeur |
| Yakuza 6: The Song of Life                                                | PlayStation 4        | April 17, 2018     | Sega                                                              | Distributeur |
| Frostpunk                                                                 | Microsoft Windows    | February 24, 2018  | 11 bit studios                                                    | Distributeur |
| Conan Exiles                                                              | Microsoft Windows    | May 8, 2018        | Funcom                                                            | Distributeur |
| Conan Exiles                                                              | PlayStation 4        | May 8, 2018        | Funcom                                                            | Distributeur |
| Conan Exiles                                                              | Xbox One             | May 8, 2018        | Funcom                                                            | Distributeur |
| Lost Horizon 2                                                            | Android              | May 8, 2018        | Animation Arts                                                    |              |
| Shin Megami Tensei: Strange Journey Redux                                 | Nintendo 3DS         | May 18, 2018       | Atlus                                                             | Distributeur |
| Dead Island: Survivors                                                    | Android              | July 4, 2018       | Fishlabs                                                          |              |
| Dead Island: Survivors                                                    | iOS                  | July 4, 2018       | Fishlabs                                                          |              |
| Yakuza Kiwami 2                                                           | PlayStation 4        | August 28, 2018    | Sega                                                              | Distributeur |
| Dakar 18                                                                  | Microsoft Windows    | September 25, 2018 | BigMoon Entertainment                                             |              |
| Pathfinder: Kingmaker                                                     | Linux                | September 25, 2018 | Owlcat Games                                                      |              |
| Pathfinder: Kingmaker                                                     | Macintosh            | September 25, 2018 | Owlcat Games                                                      |              |
| Pathfinder: Kingmaker                                                     | Microsoft Windows    | September 25, 2018 | Owlcat Games                                                      |              |
| Dakar 18                                                                  | PlayStation 4        | October 26, 2018   | BigMoon Entertainment                                             |              |
| Dakar 18                                                                  | Xbox One             | October 26, 2018   | BigMoon Entertainment                                             |              |
| Kingdom Come: Deliverance – The Amorous Adventures of Bold Sir Hans Capon | Microsoft Windows    | October 26, 2018   | Warhorse Studios                                                  |              |
| Kingdom Come: Deliverance – The Amorous Adventures of Bold Sir Hans Capon | PlayStation 4        | October 26, 2018   | Warhorse Studios                                                  |              |
| Kingdom Come: Deliverance – The Amorous Adventures of Bold Sir Hans Capon | Xbox One             | October 26, 2018   | Warhorse Studios                                                  |              |
| This War of Mine: Complete Edition                                        | Nintendo Switch      | November 27, 2018  | 11 bit studios                                                    |              |
| Secret Files: Tunguska                                                    | Nintendo Switch      | November 30, 2018  | Fusionsphere Systems                                              |              |
| Etrian Odyssey Nexus                                                      | Nintendo 3DS         | February 5, 2019   | Atlus                                                             | Distributeur |
| Metro Exodus                                                              | Microsoft Windows    | February 15, 2019  | 4A Games                                                          |              |
| Metro Exodus                                                              | PlayStation 4        | February 15, 2019  | 4A Games                                                          |              |
| Metro Exodus                                                              | Xbox One             | February 15, 2019  | 4A Games                                                          |              |
| Pathfinder: Kingmaker – Varnhold’s Lot                                    | Linux                | February 28, 2019  | Owlcat Games                                                      |              |
| Pathfinder: Kingmaker – Varnhold’s Lot                                    | Macintosh            | February 28, 2019  | Owlcat Games                                                      |              |
| Pathfinder: Kingmaker – Varnhold’s Lot                                    | Microsoft Windows    | February 28, 2019  | Owlcat Games                                                      |              |
| Outward                                                                   | Microsoft Windows    | March 26, 2019     | Nine Dots Studio                                                  |              |
| Outward                                                                   | PlayStation 4        | March 26, 2019     | Nine Dots Studio                                                  |              |
| Outward                                                                   | Xbox One             | March 26, 2019     | Nine Dots Studio                                                  |              |
| Manticore: Galaxy on Fire                                                 | Nintendo Switch      | April 19, 2019     | DS Fishlabs                                                       |              |
| Saints Row: The Third - The Full Package                                  | Nintendo Switch      | May 10, 2019       | DS Fishlabs                                                       |              |
| Kingdom Come: Deliverance – A Woman’s Lot                                 | Microsoft Windows    | May 29, 2019       | Warhorse Studios                                                  |              |
| Persona Q2: New Cinema Labyrinth                                          | Nintendo 3DS         | June 4, 2019       | Atlus                                                             | Distributeur |
| Kingdom Come: Deliverance – A Woman’s Lot                                 | PlayStation 4        | June 11, 2019      | Warhorse Studios                                                  |              |
| Kingdom Come: Deliverance – A Woman’s Lot                                 | Xbox One             | June 11, 2019      | Warhorse Studios                                                  |              |
| Secret Files 2: Puritas Cordis                                            | Nintendo Switch      | June 20, 2019      | Animation Arts / Fusionsphere Systems                             |              |
| Metro Exodus - The Two Colonels                                           | Microsoft Windows    | August 20, 2019    | 4A Games                                                          |              |
| Metro Exodus - The Two Colonels                                           | PlayStation 4        | August 20, 2019    | 4A Games                                                          |              |
| Metro Exodus - The Two Colonels                                           | Xbox One             | August 20, 2019    | 4A Games                                                          |              |
| The Bard's Tale IV: Director's Cut                                        | PlayStation 4        | August 27, 2019    | InXile Entertainment                                              | Distributeur |
| The Bard's Tale IV: Director's Cut                                        | Xbox One             | August 27, 2019    | InXile Entertainment                                              | Distributeur |
| Secret Files: Sam Peters                                                  | Nintendo Switch      | October 10, 2019   | Animation Arts / Fusionsphere Systems                             |              |
| Frostpunk                                                                 | PlayStation 4        | October 11, 2019   | 11 bit studios                                                    | Distributeur |
| Frostpunk                                                                 | Xbox One             | October 11, 2019   | 11 bit studios                                                    | Distributeur |
| Grid                                                                      | PlayStation 4        | October 11, 2019   | Codemasters                                                       | Distributeur |
| Grid                                                                      | Xbox One             | October 11, 2019   | Codemasters                                                       | Distributeur |
| Let's Sing Country                                                        | Nintendo Switch      | October 29, 2019   | Voxler                                                            |              |
| Let's Sing Country                                                        | PlayStation 4        | October 29, 2019   | Voxler                                                            |              |
| Let's Sing Country                                                        | Xbox One             | October 29, 2019   | Voxler                                                            |              |
| Metro Exodus                                                              | Stadia               | November 19, 2019  | 4A Games                                                          |              |
| Metro Exodus - The Two Colonels                                           | Stadia               | November 19, 2019  | 4A Games                                                          |              |
| Shenmue III                                                               | Microsoft Windows    | November 19, 2019  | Neilo / Ys Net                                                    |              |
| Shenmue III                                                               | PlayStation 4        | November 19, 2019  | Neilo / Ys Net                                                    |              |
| Hunt: Showdown                                                            | Xbox One             | January 16, 2020   | Crytek                                                            |              |
| Metro Exodus - Sam's Story                                                | Microsoft Windows    | February 11, 2020  | 4A Games                                                          |              |
| Metro Exodus - Sam's Story                                                | PlayStation 4        | February 11, 2020  | 4A Games                                                          |              |
| Metro Exodus - Sam's Story                                                | Stadia               | February 11, 2020  | 4A Games                                                          |              |
| Metro Exodus - Sam's Story                                                | Xbox One             | February 11, 2020  | 4A Games                                                          |              |
| Hunt: Showdown                                                            | PlayStation 4        | February 18, 2020  | Crytek                                                            |              |
| Shenmue III: Story Quest Pack                                             | Microsoft Windows    | February 18, 2020  | Neilo / Ys Net                                                    |              |
| Shenmue III: Story Quest Pack                                             | PlayStation 4        | February 18, 2020  | Neilo / Ys Net                                                    |              |
| Metro Redux                                                               | Nintendo Switch      | February 28, 2020  | 4A Games                                                          |              |
| Lost Horizon                                                              | Nintendo Switch      | March 4, 2020      | Animation Arts                                                    |              |
| Secret Files 3                                                            | iOS                  | March 24, 2020     | Animation Arts                                                    |              |
| Saints Row IV: Re-Elected                                                 | Nintendo Switch      | March 27, 2020     | DS Fishlabs                                                       |              |
| Secret Files 3                                                            | Android              | April 17, 2020     | Animation Arts                                                    |              |
| Maneater                                                                  | Microsoft Windows    | May 22, 2020       | Tripwire Interactive Blindside Interactive                        | Distributeur |
| Maneater                                                                  | PlayStation 4        | May 22, 2020       | Tripwire Interactive Blindside Interactive                        | Distributeur |
| Maneater                                                                  | Xbox One             | May 22, 2020       | Tripwire Interactive Blindside Interactive                        | Distributeur |
| Saints Row: The Third - Remastered                                        | Microsoft Windows    | May 22, 2020       | Sperasoft                                                         |              |
| Saints Row: The Third - Remastered                                        | PlayStation 4        | May 22, 2020       | Sperasoft                                                         |              |
| Saints Row: The Third - Remastered                                        | Xbox One             | May 22, 2020       | Sperasoft                                                         |              |
| Wasteland 3                                                               | Linux                | August 28, 2020    | InXile Entertainment                                              |              |
| Wasteland 3                                                               | Macintosh            | August 28, 2020    | InXile Entertainment                                              |              |
| Wasteland 3                                                               | Microsoft Windows    | August 28, 2020    | InXile Entertainment                                              |              |
| Wasteland 3                                                               | PlayStation 4        | August 28, 2020    | InXile Entertainment                                              |              |
| Wasteland 3                                                               | Xbox One             | August 28, 2020    | InXile Entertainment                                              |              |
| Windbound                                                                 | Microsoft Windows    | August 28, 2020    | 5 Lives Studios                                                   |              |
| Windbound                                                                 | Nintendo Switch      | August 28, 2020    | 5 Lives Studios                                                   |              |
| Windbound                                                                 | PlayStation 4        | August 28, 2020    | 5 Lives Studios                                                   |              |
| Windbound                                                                 | Xbox One             | August 28, 2020    | 5 Lives Studios                                                   |              |
| Iron Harvest                                                              | Microsoft Windows    | September 1, 2020  | King Art Games                                                    |              |
| Iron Harvest                                                              | PlayStation 4        | September 1, 2020  | King Art Games                                                    |              |
| Iron Harvest                                                              | Xbox One             | September 1, 2020  | King Art Games                                                    |              |
| Chivalry 2                                                                | Microsoft Windows    | 2020               | Tripwire Interactive                                              | Distributeur |
| Chorus                                                                    | Microsoft Windows    | 2021               | DS Fishlabs                                                       |              |
| Chorus                                                                    | PlayStation 4        | 2021               | DS Fishlabs                                                       |              |
| Chorus                                                                    | PlayStation 5        | 2021               | DS Fishlabs                                                       |              |
| Chorus                                                                    | Stadia               | 2021               | DS Fishlabs                                                       |              |
| Chorus                                                                    | Xbox One             | 2021               | DS Fishlabs                                                       |              |
| Chorus                                                                    | Xbox Series          | 2021               | DS Fishlabs                                                       |              |
| Dead Island 2                                                             | Microsoft Windows    | April 21, 2023     | Dambuster Studios                                                 |              |
| Dead Island 2                                                             | PlayStation 5        | April 21, 2023     | Dambuster Studios                                                 |              |
| Dead Island 2                                                             | PlayStation 4        | April 21, 2023     | Dambuster Studios                                                 |              |
| Dead Island 2                                                             | Xbox Series          | April 21, 2023     | Dambuster Studios                                                 |              |
| Dead Island 2                                                             | Xbox One             | April 21, 2023     | Dambuster Studios                                                 |              |
| Pathfinder: Kingmaker                                                     | Nintendo Switch      | TBA                | Owlcat Games                                                      |              |